# Патерсон, Кэтрин
Кэ́трин Па́терсон (англ. Katherine Paterson; род. 31 октября 1932 года) — современная американская писательница, удостоенная многих наград и премий, в числе которых — премия Андерсена (1998), премия А. Линдгрен (2006) и две медали Ньюбери — высшей американской награды в детской литературе за книги «Мост в Терабитию» (1977), «Иакова я возлюбил» (1981).
Кетрин Патерсон родилась в Китае и часть детства провела там, после переехала в США. Прожила четыре года в Японии, где обучалась языку в Кобе, впоследствии преподавала в селе на острове Сикоку.
Её четверо детей и их друзья дали автору достаточно тем для написания историй. Долгое время автор проживала и в Такома-Парк, штат Мериленд.
Сейчас живёт в Барре, Вермонт. В 2010 и 2011 годах занимала пост национального Посла молодежной литературы, должность, созданную для повышения осведомленности населения о важности грамотности и продолжения образования на протяжении всей жизни. В настоящее время является вице-президентом Национального альянса по детской литературе и грамотности, некоммерческой организации, которая выступает за распространение грамотности, литературы и библиотек.

## Экранизации произведений
- Мост в Терабитию (PBS) (1985, англ. Bridge to Terabithia)
- Возрождённая любовь (ТВ) (2002, англ. Miss Lettie and Me)
- Мост в Терабитию (Walden Media, Disney) (2007, англ. Bridge to Terabithia)
- Великолепная Гилли Хопкинс (Lionsgate premiere) (2015, англ. The great Gilly Hopkins)